# Dokumentacja prac archeologicznych
Dokumentacja prac archeologicznych, dokumentacja prac wykopaliskowych, dokumentacja archeologiczna - sporządzana jest na bieżąco w trakcie prac badawczych. Jej celem jest umożliwienie odtworzenia w przyszłości nieistniejącego stanowiska archeologicznego, które zostało rozkopane przez archeologów. Dokumentacja powinna być prowadzona w taki sposób który pozwoli trójwymiarowo zrekonstruować całe stanowisko wraz z lokalizacją i wyglądem zabytków, obiektów i przebiegiem warstw.
W skład dokumentacji prac wykopaliskowych wchodzą:
- dokumentacja opisowa (w skład której wchodzi dokumentacja pomiarowa)
- dokumentacja rysunkowa
- dokumentacja fotograficzna

W wariancie idealnym przy wykopaliskach zatrudnieni są rysownik, fotograf i architekt. Zazwyczaj jednak archeolodzy wykazują się wszechstronnością i potrafią wykonać wszystkie rodzaje dokumentacji.
Dokumentacja prac archeologicznych musi być prowadzona systematycznie, dokładnie i konsekwentnie. 
Archeolodzy dążą do tego aby dokumentacja była w jak największym stopniu uproszczona przy równoczesnym zachowaniu niezbędnych aspektów. Ze względu na zróżnicowanie sposobów prowadzenia dokumentacji w różnych krajach czy regionach konieczne jest wydawanie specjalnych książek i innych publikacji opisujących sposoby prowadzenia dokumentacji.